# Indianapolis 500 in 1957
De Indianapolis 500 1957 werd gehouden op 30 mei op het circuit van Indianapolis. Het was de derde race van het seizoen. Het was ook een race die deel uitmaakte van het wereldkampioenschap Formule 1 in 1957.

## Uitslag
| Pos. | Grid | Nr. | Coureur           | Constructeur             | Kwalificatie (mijl / uur) | Rangschikking | Rondes | Leiding | Tijd / Oorzaak uitval | Punten |
| ---- | ---- | --- | ----------------- | ------------------------ | ------------------------- | ------------- | ------ | ------- | --------------------- | ------ |
| 1    | 13   | 9   | Sam Hanks         | Epperly-Offenhauser      | 142,81                    | 6             | 200    | 136     | 3:41:14.25            | 8      |
| 2    | 32   | 26  | Jim Rathmann      | Epperly-Offenhauser      | 139,80                    | 31            | 200    | 24      | +21.46                | 7S     |
| 3    | 15   | 1   | Jimmy Bryan       | Kuzma-Offenhauser        | 141,18                    | 17            | 200    | 0       | +2:13.97              | 4      |
| 4    | 10   | 54  | Paul Russo        | Kurtis Kraft-Novi        | 144,81                    | 1             | 200    | 24      | +2:56.86              | 3      |
| 5    | 12   | 73  | Andy Linden       | Kurtis Kraft-Offenhauser | 143,24                    | 5             | 200    | 0       | +3:14.27              | 2      |
| 6    | 5    | 6   | Johnny Boyd       | Kurtis Kraft-Offenhauser | 142,10                    | 10            | 200    | 0       | +4:35.27              |        |
| 7    | 28   | 48  | Marshall Teague   | Kurtis Kraft-Offenhauser | 140,32                    | 26            | 200    | 0       | +4:45.58              |        |
| 8    | 1    | 12  | Pat O'Connor      | Kurtis Kraft-Offenhauser | 143,94                    | 2             | 200    | 7       | +5:33.15              |        |
| 9    | 16   | 7   | Bob Veith         | Phillips-Offenhauser     | 141,01                    | 19            | 200    | 0       | +6:17.11              |        |
| 10   | 14   | 22  | Gene Hartley      | Lesovsky-Offenhauser     | 141,27                    | 16            | 200    | 0       | +7:10.12              |        |
| 11   | 19   | 19  | Jack Turner       | Kurtis Kraft-Offenhauser | 140,36                    | 25            | 200    | 0       | +7:56.07              |        |
| 12   | 11   | 10  | Johnny Thomson    | Kuzma-Offenhauser        | 143,52                    | 4             | 199    | 5       | +1 Ronde              |        |
| 13   | 33   | 95  | Bob Christie      | Kurtis Kraft-Offenhauser | 139,77                    | 32            | 197    | 0       | +3 Rondes             |        |
| 14   | 25   | 82  | Chuck Weyant      | Kuzma-Offenhauser        | 141,10                    | 18            | 196    | 0       | +4 Rondes             |        |
| 15   | 22   | 27  | Tony Bettenhausen | Kurtis Kraft-Novi        | 142,43                    | 9             | 195    | 0       | +5 Rondes             |        |
| 16   | 17   | 18  | Johnnie Parsons   | Kurtis Kraft-Offenhauser | 140,78                    | 21            | 195    | 0       | +5 Rondes             |        |
| 17   | 21   | 3   | Don Freeland      | Kurtis Kraft-Offenhauser | 139,64                    | 33            | 192    | 0       | +8 Rondes             |        |
| 18   | 6    | 5   | Jimmy Reece       | Kurtis Kraft-Offenhauser | 142,00                    | 11            | 182    | 0       | Gaspedaal             |        |
| 19   | 27   | 92  | Don Edmunds       | Kurtis Kraft-Offenhauser | 140,44                    | 23            | 170    | 0       | Spin                  |        |
| 20   | 31   | 28  | Johnnie Tolan     | Kurtis Kraft-Offenhauser | 139,84                    | 30            | 138    | 0       | Koppeling             |        |
| 21   | 30   | 89  | Al Herman         | Dunn-Offenhauser         | 140,00                    | 29            | 111    | 0       | Ongeluk               |        |
| 22   | 4    | 14  | Fred Agabashian   | Kurtis Kraft-Offenhauser | 142,55                    | 8             | 107    | 0       | Benzinelek            |        |
| 23   | 2    | 88  | Eddie Sachs       | Kuzma-Offenhauser        | 143,87                    | 3             | 105    | 0       | Benzinelek            |        |
| 24   | 18   | 77  | Mike Magill       | Kurtis Kraft-Offenhauser | 140,41                    | 24            | 101    | 0       | Ongeluk               |        |
| 25   | 20   | 43  | Eddie Johnson     | Kurtis Kraft-Offenhauser | 140,17                    | 28            | 93     | 0       | Wiellager             |        |
| 26   | 23   | 31  | Bill Cheesbourg   | Kurtis Kraft-Offenhauser | 141,56                    | 13            | 81     | 0       | Benzinelek            |        |
| 27   | 8    | 16  | Al Keller         | Kurtis Kraft-Offenhauser | 141,39                    | 14            | 75     | 0       | Ongeluk               |        |
| 28   | 29   | 57  | Jimmy Daywalt     | Kurtis Kraft-Offenhauser | 140,20                    | 27            | 53     | 0       | Ongeluk               |        |
| 29   | 7    | 83  | Ed Elisian        | Kurtis Kraft-Offenhauser | 141,77                    | 12            | 51     | 0       | Opgave                |        |
| 30   | 24   | 8   | Rodger Ward       | Lesovsky-Offenhauser     | 141,32                    | 15            | 27     | 0       | Compressor            |        |
| 31   | 3    | 52  | Troy Ruttman      | Watson-Offenhauser       | 142,77                    | 7             | 13     | 4       | Motor                 |        |
| 32   | 26   | 55  | Eddie Russo       | Kurtis Kraft-Offenhauser | 140,86                    | 20            | 0      | 0       | Ongeluk               |        |
| 33   | 9    | 23  | Elmer George      | Kurtis Kraft-Offenhauser | 140,72                    | 22            | 0      | 0       | Ongeluk               |        |

## Noot
- Dit was het debuut in het Formule 1 Wereldkampioenschap voor de Amerikaanse coureurs Bud Clemons, Andy Furci, Van Johnson en Don Edmunds
- Eerste pole position voor Pat O'Connor.
- Eerste snelste ronde voor Jim Rathmann. Dit was tevens Rathmanns tweede podiumplaats en de eerste in 42 Grands Prix sinds zijn laatste podiumplaats, tijdens de Indianapolis 500 van 1953. Dit was tot op dat moment de grootste tijdspanne tussen twee podiumplaatsen in; een nieuw record.
- Eerste rondes als raceleider voor Johnny Thomson.
- Eerste Grand Prix-winst voor Sam Hanks.

Grand Prix Formule 1 van de Verenigde Staten: 1908 · 1910 · 1911 · 1912 · 1914 · 1915 · 1916 · 1959 · 1960 · 1961 · 1962 · 1963 · 1964 · 1965 · 1966 · 1967 · 1968 · 1969 · 1970 · 1971 · 1972 · 1973 · 1974 · 1975 · 1976 · 1977 · 1978 · 1979 · 1980 · 1989 · 1990 · 1991 · 2000 · 2001 · 2002 · 2003 · 2004 · 2005 · 2006 · 2007 · 2012 · 2013 · 2014 · 2015 · 2016 · 2017 · 2018 · 2019 · 2021 · 2022 · 2023 · 2024 · 2025 · 2026

Indianapolis 500: 1950 · 1951 · 1952 · 1953 · 1954 · 1955 · 1956 · 1957 · 1958 · 1959 · 1960

Grand Prix Formule 1 van de Verenigde Staten West: 1976 · 1977 · 1978 · 1979 · 1980 · 1981 · 1982 · 1983

Grand Prix Formule 1 van Las Vegas: 1981 · 1982 · 2023 · 2024 · 2025

Grand Prix Formule 1 van de Verenigde Staten Oost: 1982 · 1983 · 1984 · 1985 · 1986 · 1987 · 1988

Grand Prix Formule 1 van Dallas: 1984

Grand Prix Formule 1 van Miami: 2022 · 2023 · 2024 · 2025 · 2026 · 2027 · 2028 · 2029 · 2030 · 2031
1911 · 1912 · 1913 · 1914 · 1915 · 1916 · 1917 · 1918 · 1919 · 1920 · 1921 · 1922 · 1923 · 1924 · 1925 · 1926 · 1927 · 1928 · 1929 · 1930 · 1931 · 1932 · 1933 · 1934 · 1935 · 1936 · 1937 · 1938 · 1939 · 1940 · 1941 · 1942 · 1943 · 1944 · 1945 · 1946 · 1947 · 1948 · 1949 · 1950 · 1951 · 1952 · 1953 · 1954 · 1955 · 1956 · 1957 · 1958 · 1959 · 1960 · 1961 · 1962 · 1963 · 1964 · 1965 · 1966 · 1967 · 1968 · 1969 · 1970 · 1971 · 1972 · 1973 · 1974 · 1975 · 1976 · 1977 · 1978 · 1979 · 1980 · 1981 · 1982 · 1983 · 1984 · 1985 · 1986 · 1987 · 1988 · 1989 · 1990 · 1991 · 1992 · 1993 · 1994 · 1995 · 1996 · 1997 · 1998 · 1999 · 2000 · 2001 · 2002 · 2003 · 2004 · 2005 · 2006 · 2007 · 2008 · 2009 · 2010 · 2011 · 2012 · 2013 · 2014 · 2015 · 2016 · 2017 · 2018 · 2019 · 2020 · 2021 · 2022 · 2023 · 2024